# Tyler (nome)
Tyler  è un nome proprio di persona inglese maschile.

## Varianti
- Maschili: Tylar[1], Tylor[1]
  - Ipocoristici: Ty[1]

## Origine e diffusione
Riprende il cognome inglese Tyler, di origine occupazionale, attestato dal XII secolo, che indicava originariamente un uomo che faceva il piastrellista (tiler).

## Onomastico
Il nome è adespota, cioè non è portato da alcun santo. Si può festeggiarne l'onomastico il 1º novembre, giorno di Ognissanti.

## Persone

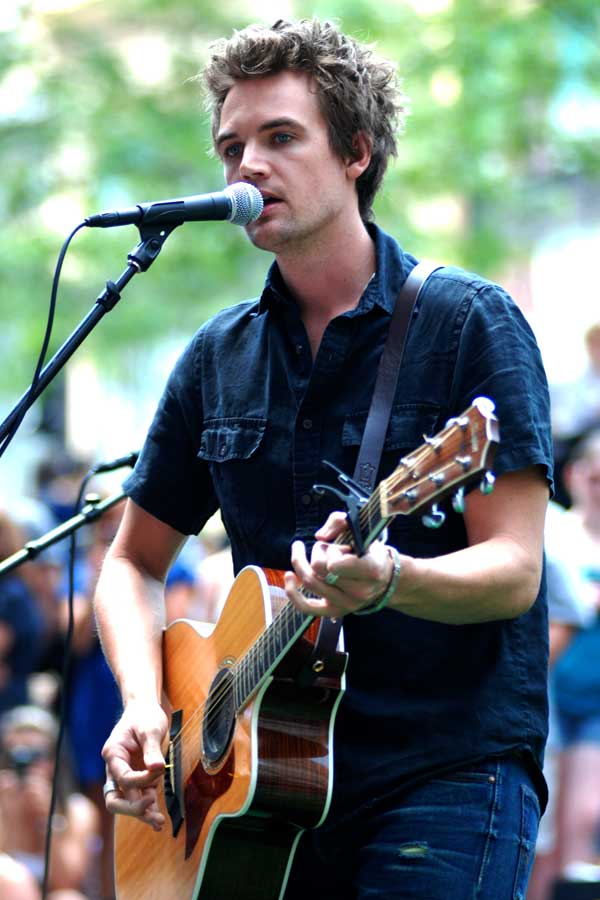
Tyler Hilton

- Tyler, the Creator, rapper, produttore discografico e stilista statunitense
- Tyler Bates, musicista, compositore e produttore discografico statunitense
- Tyler Blackburn, attore e cantante statunitense
- Tyler Clutts, giocatore di football americano statunitense
- Tyler Cowen, economista statunitense
- Tyler Farrar, ciclista su strada statunitense
- Tyler Joseph, musicista statunitense
- Tyler Hamilton, ciclista su strada statunitense
- Tyler Hilton, attore e cantante statunitense
- Tyler Hoechlin, attore statunitense
- Tyler Perry, commediografo, sceneggiatore, regista, attore e produttore cinematografico statunitense
- Tyler Posey, attore statunitense

## Il nome nelle arti
- Tyler Durden è un personaggio del romanzo di Chuck Palahniuk Fight Club, e dell'omonimo film da esso tratto del 1999, diretto da David Fincher.
- Tyler Smallwood (o Lockwood) è un personaggio della serie di romanzi Il diario del vampiro, scritta da Lisa J. Smith, e dalle serie televisive da essa tratte The Vampire Diaries e The Originals.
- Tyler è Un personaggio di A tutto reality.